# Rare Dialect
Rare Dialect – pierwszy album studyjny polskiej grupy instrumentalnej Light Coorporation, wydany w 2011 roku.

## Powstanie
Materiał zamieszczony na Rare Dialect został zarejestrowany w 2010 roku w Porażynie, w prowadzonym przez Szymona Swobodę studio Vintage Records. Ponieważ zamierzeniem twórców było uzyskanie brzmienia, jakie cechowało longplaye z lat 60. i 70. XX wieku, w studio wykorzystano m.in. stare analogowe preampy, kompresory, wzmacniacze i mikrofony. W celu osiągnięcia autentyczności i naturalności nagrania postanowiono nie oczyszczać materiału z nieoczekiwanie pojawiających się w trakcie sesji dźwięków, odgłosów, trzasków i szumów. W sumie zarejestrowano przy użyciu taśm magnetycznych i  należącego w przeszłości do Polskiego Radia magnetofonu Studer A807 trzynaście kompozycji, z których większość trafiła na płytę. Produkcją materiału zajął się Mariusz Sobański, miksowaniem i masteringiem – Szymon Swoboda.

## Oprawa graficzna
Oprawę graficzną zaprojektował Tom Lietzau, wykorzystując obrobione komputerowo kadry zaczerpnięte z filmów wideo powstałych w latach 80., jak również zdjęcia bogatej kolekcji płyt winylowych, wśród których można dostrzec pierwsze wydania albumów wielu wykonawców, takich jak Daevid Allen, Art Zoyd, Camel, Captain Beefheart, Caravan, John Coltrane, Lindsay Cooper, Egg, Gilgamesh, Gong, Peter Hammill, Henry Cow, Steve Hillage, Soft Machine i in. Grzbiet jednej z płyt podpisany został jako „LIGHT COORPORATION ABOUT”, co, jak później okazało się, stanowiło trop wskazujący na tytuł trzeciego krążka zespołu. Natomiast przeważającą część okładki wypełnił inny, fikcyjny winyl, podpisany jako „LC DIALECT”.

## Realizacja
Album ukazał się 10 sierpnia 2011 roku nakładem prestiżowej wytwórni RēR Megacorp z Londynu, czyli Recommended Records Chrisa Cutlera, znanego m.in. z Henry Cow, Cassiber, Pere Ubu i The Residents. Light Coorporation nawiązało kontakt z tym wydawcą za pośrednictwem Henryka Palczewskiego, właściciela polskiej niezależnej firmy dystrybucyjnej i wydawniczej "ARS"2. Oprócz Recommended Records zainteresowanie wydaniem debiutanckiej płyty Light Coorporation, a tym samym przyjęciem do grona promowanych przez siebie artystów wyraziła francuska wytwórnia Musea Records, lecz jej oferty nie przyjęto.
Płytę dodatkowo promował singiel Tokyo Streets Symphony/Maestro X, wydany niezależnie na początku 2011 roku.

## Recepcja
Album zebrał pozytywne recenzje na całym świecie, zwykle otrzymując od recenzentów po około 4 na 5, 4 na 6 lub 8 na 10 możliwych do zdobycia punktów. Zwracano uwagę m.in. na wysoki warsztat techniczny muzyków oraz interesujące i ambitne kompozycje, jednocześnie dostrzegając wpływy rozmaitych gatunków i nurtów, wśród których najczęściej wymieniano jazz, jazz-rock, rock progresywny, rock psychodeliczny, tzw. Scenę Canterbury, ruch Rock in Opposition bądź szeroko pojętą awangardę rockową. Wynikającą stąd niemożność zaszufladkowania zespołu i jego muzyki oceniano pozytywnie, chwaląc zarazem instrumentalistów za nieoglądanie się na ogólnie panujące trendy we współczesnej muzyce i odwagę w podążaniu własną ścieżką.
Adam Baruch z Jazzis Records określił muzykę Light Coorporation jako „niepowtarzalną odmianę RIO/awangardowego proga, która jest silnie zakorzeniona w początkach ruchu (Henry Cow), a równocześnie pomyślnie dostosowana do obecnych standardów pod względem brzmieniowym i koncepcyjnym”, konkludując, iż Rare Dialect to „znakomita porcja inteligentnej muzyki”.
Maciej Nowotny z Polish-Jazz zwrócił szczególną uwagę na umiejętności Mariusza Sobańskiego, „którego gitara harmonijnie łączy całą tę oryginalność i odwagę, jakie czynią to nagranie niezapomnianym”, zaś Rok Podgrajšek z The Rocktologist uznał, że Light Coorporation to „grupa bardzo skoncentrowanych muzyków, którzy jednak grają na tyle swobodnie, by czuć się komfortowo w „zorganizowanych” improwizacjach”.
Vitaly Menshikov z serwisu Progressor napisał w podsumowaniu recenzji Rare Dialect, że „jego twórcy w większym stopniu polegają na własnych talentach kompozytorskich, aniżeli na źródłach swoich inspiracji” i zarekomendował płytę wszystkim tym, którzy  „nie są przywiązani wyłącznie do tego czy innego rodzaju muzyki, lecz interesują się rozmaitymi manifestacjami rocka progresywnego”. Olav Martin Bjørnsen, redakcyjny kolega Menshikova, uznał w tekście opublikowanym na Prog Archives, że pierwszy album Light Coorporation to „debiut wysokiej próby”, który powinien przypaść do gustu „skłonnym do poszukiwań wielbicielom wyrafinowanego art rocka, podobnie jak entuzjastom jazzu i fusion”.
Paweł Bogdan, współpracownik Radia Aktywnego i twórca audycji „Za PROGiem”, napisał w swojej recenzji, że chociaż Rare Dialect „jest debiutanckim materiałem formacji, to od muzyków bije naprawdę duża doza doświadczenia”, dodając, iż „świetnie się dzieje, że takie wydawnictwa powstają, a muzycy nie boją się spojrzeć wstecz i przyciągnąć zamierzchłe muzyczne wzorce do dzisiejszej muzyki”.
Z kolei Michał Wilczyński, podówczas redaktor naczelny magazynu Lizard, zapisał w swoim artykule, że pierwszy album Light Coorporation wypełniła muzyka „niezwykle wyrazista”, oparta na „solidnej sekcji rytmicznej”, która mogła podobać się „każdemu, kto gustuje w ambitniejszych odmianach muzyki rockowej, odważnie flirtujących z jazzem i muzyką poważną”.
Wreszcie Krzysztof Niweliński z ArtRock.pl stwierdził, że Rare Dialect to „debiut udany, utrzymany w duchu vintage, stanowiący, niejako wbrew spowijającej go raczej posępnej aurze, pomyślny dla dalszej kariery zespołu prognostyk”.

## Lista utworów
Opracowano na podstawie materiału źródłowego.
| Nr | Tytuł utworu                                                                              | Muzyka           | Długość |
| -- | ----------------------------------------------------------------------------------------- | ---------------- | ------- |
| 1. | „Transparencies”                                                                          | Mariusz Sobański | 0:46    |
| 2. | „Tokyo Streets Symphony”                                                                  | Mariusz Sobański | 10:29   |
| 3. | „Maestro X”                                                                               | Mariusz Sobański | 5:52    |
| 4. | „Ethnic Melody from the Saturn”                                                           | Mariusz Sobański | 5:25    |
| 5. | „The Legend of Khan’s Abduction”                                                          | Mariusz Sobański | 6:09    |
| 6. | „The Seven Wells (Evening Sound Session)”                                                 | Mariusz Sobański | 5:06    |
| 7. | „Merchaw Zman - Coming - Given Birth One More Time - From Death to Life - Transparencies” | Mariusz Sobański | 9:52    |
|    |                                                                                           |                  | 43:39   |

## Twórcy
Muzycy:
- Mariusz Sobański – gitary
- Robert Bielak – skrzypce
- Michał Pijewski – saksofon tenorowy
- Michał Fetler – saksofon barytonowy
- Marcin Szczęsny – syntezatory, Fender Rhodes
- Tom Struk – gitara basowa bezprogowa
- Miłosz Krauz – perkusja

Produkcja:
- Mariusz Sobański – produkcja, aranżacja
- Szymon Swoboda – miksowanie, mastering
- Tomasz Lietzau - okładka, oprawa graficzna

## Sprzęt
Opracowano na podstawie materiału źródłowego.
Konsoleta: Soundcraft Spirit 600 ze Studia Hansa w Berlinie.
Magnetofon: Studer A807.
Taśma: BASF 911.
Preampy: kompresor/limiter UREI 1176LN; Siemens V72.
Mikrofon: RØDE NT-2A - zarejestrował saksofony tenorowy i barytonowy; Oktava MD-47 - mały plastikowy mikrofon z początku lat 70., Made in USSR, zarejestrował pozytywkę oraz dzwonki chromatyczne, które słychać na początku płyty w utworze Transparencies i na końcu utworu The Seven Wells (Evening Sound Session).
Gitara:
- Music Man Luke.
- Stratocaster.
- Suhr Badger 50W Head + Custom Audio Amplifiers 2x12.
- Line 6 Flextone III XL, 2x12, używany w kilku nagraniach do czystych brzmień.
- Digitech Whammy II.
- Neumann Gefell M582 z kapsułą M62.
- Shure SM57 - w konfiguracji z Siemensem.

gitara basowa:
- Nexus Fretless.
- Music Man Stingray 5.

Head SWR SM 500 oraz David Eden 410 XLT.
AKG D12 oraz AKG D20.
Klawisze:
- Rhodes Piano Seventy Three MK I oraz głośnik Leslie.
- Roland Space Echo.
- Syntezator Roland JUNO-105.

Perkusja:
- Shure SM 59 - werble.
- Shure SM 57 - werble.
- Sennheiser MD 441 - hi-hat.
- AKG D12 oraz AKG D20 - stopa.
- Shure 55SH -  dodatkowo brzmienie centralki.
- Sennheiser MD 421 - tom 10”.
- Sennheiser MD 421 MKII  - tom 14”.
- RØDE NT-2A - ambient perkusji.
- SE4400A  - overheady.